# Lage (Basse-Saxe)
Lage est une commune allemande de l'arrondissement du Comté de Bentheim, Land de Basse-Saxe.

## Géographie
La commune se situe le long de la frontière entre l'Allemagne et les Pays-Bas.
Son territoire est traversé par la Dinkel.

## Histoire
Le château-fort
La première mention écrite du château-fort date de 1183, parlant d'un certain Hermann von Lage, chanoine de Münster. Entre 1324 et 1326, le château est détruit durant la guerre contre le duché de Gueldre, menée par l'évêque Louis II de Münster. En 1329, l'évêque d'Utrecht Jean d'Arckel le reconstruit pour son alliance avec Hermann von Lage qui le lui revend mais reste propriétaire du lieu puisque l'évêque n'a pas payé la totalité de la somme.

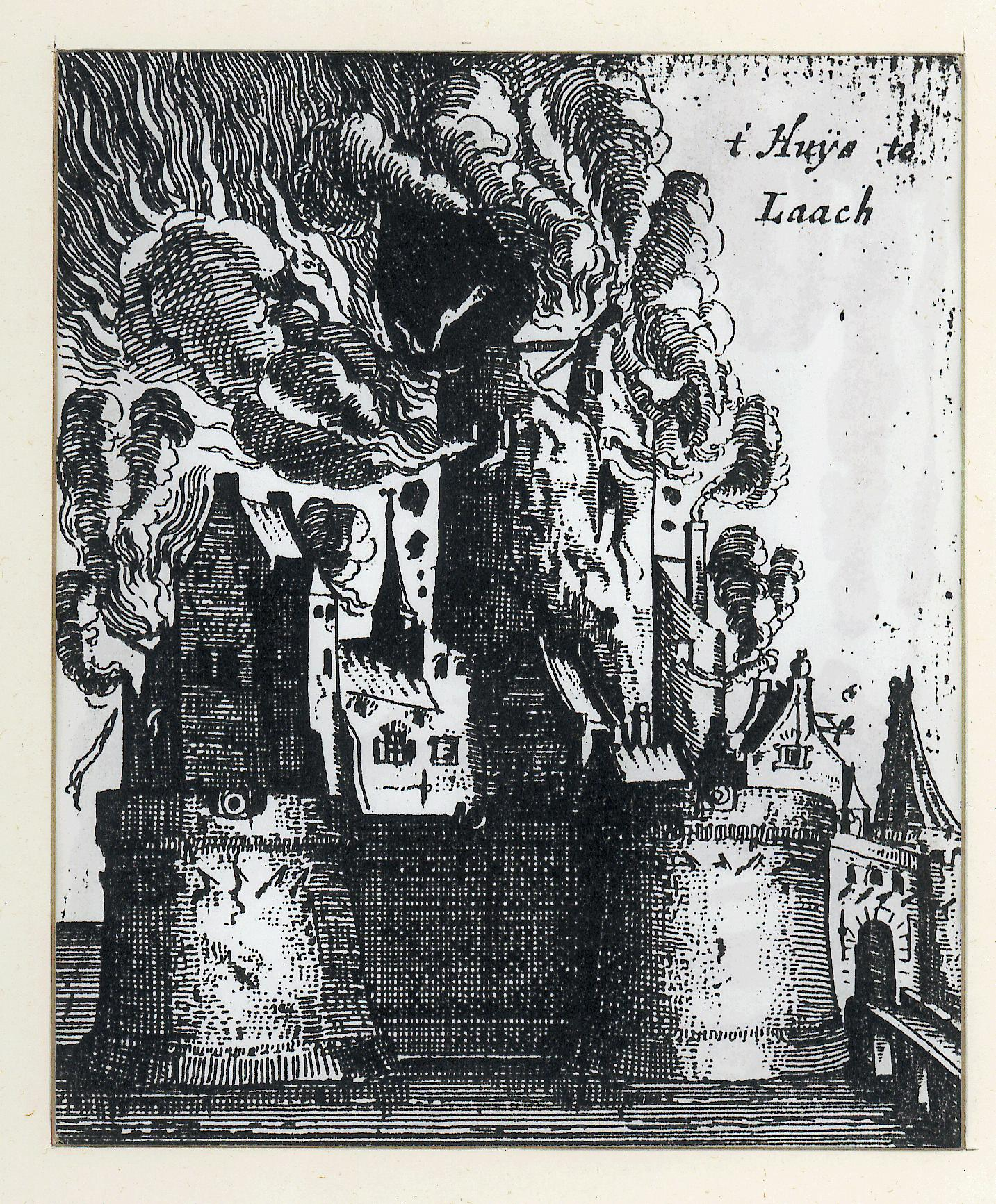
L'incendie du château en 1626

En 1380, l'évêque d'Utrecht Florenz von Wevelinghoven s'empare du château qui est détruit en grande partie. Entre 1439 et 1447, l'évêque Rodolphe de Diepholt entreprend une reconstruction.
En 1523, le château est bombardé par les troupes du duché de Gueldre. En 1592, une nouvelle reconstruction est lancée avec une chapelle par le seigneur Dietrich von Ketteler qui hypothéqua le château en 1576 et en fit son fief en 1590, après que Lage fut cédé par l'évêché d'Utrecht à l'empereur Charles Quint puis à son fils Philippe II d'Espagne.
En 1626, le château de style Renaissance est assiégé durant la guerre de Quatre-Vingts Ans par les Hollandais et n'est pas reconstruit ensuite. Il reste encore des ruines aujourd'hui.
Lage porte le nom de Herrlichkeit Lage, "Lieu de splendeur", entre la fin de la guerre de Trente Ans et 1803, lorsque le village était un petit État indépendant.

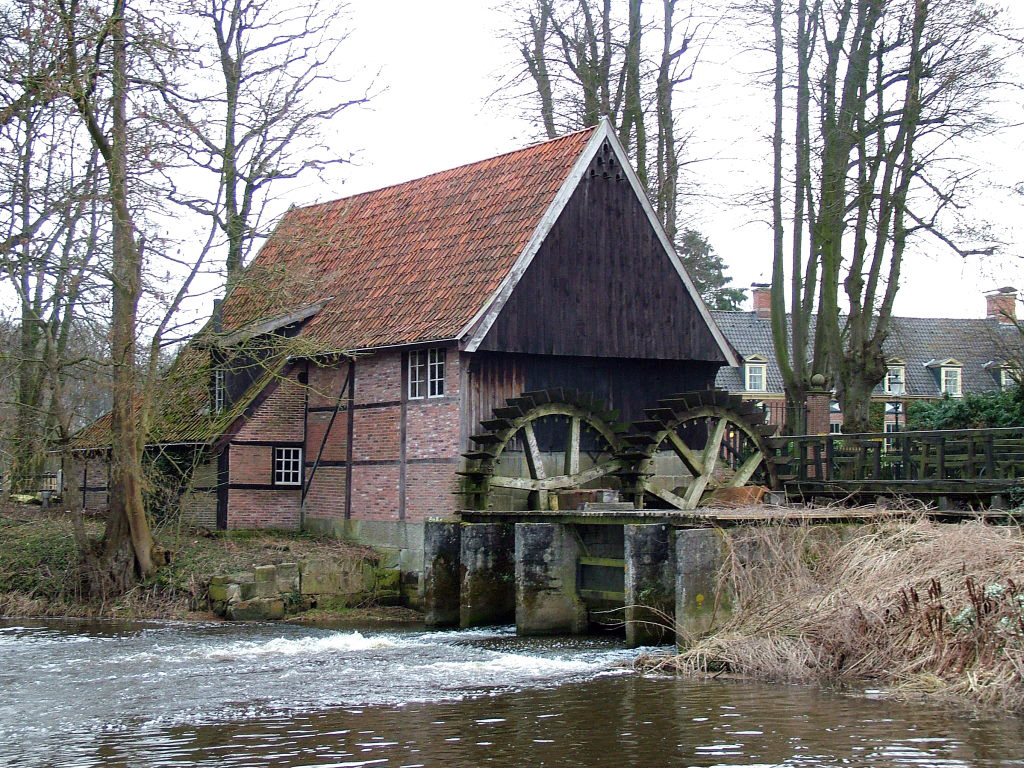
Le moulin à eau
Le moulin est mentionné en 1270, un contrat date de 1377. Le moulin actuel date du XVIIe siècle. Il possède deux roues à aubes, une pour la minoterie, l'autre pour l'huilerie.
Après la mort du dernier meunier en 1957, le moulin est arrêté. Il est restauré et mis aux normes en 1962. Dans les années 1970, le lieu est réaménagé pour être un musée et un salon de thé.

## Source, notes et références
- (de) Cet article est partiellement ou en totalité issu de l’article de Wikipédia en allemand intitulé « Lage (Dinkel) » (voir la liste des auteurs).